# Préfet des vigiles

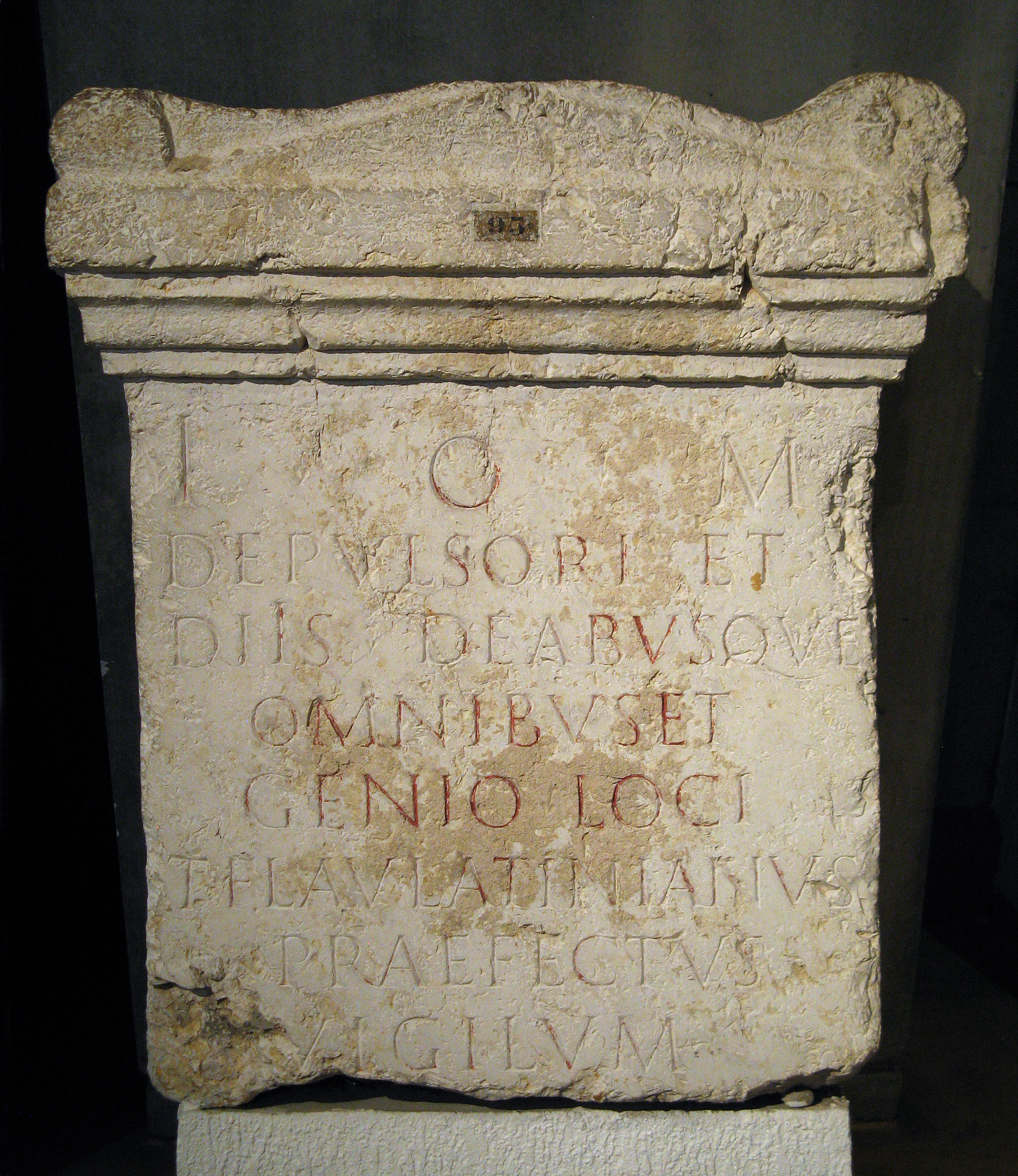
Autel à Jupiter par Titus Flavius Latinianus, Préfet des vigiles à Lugdunum.

Le préfet des vigiles (en latin : praefectus vigilum urbi) est, dans la Rome antique, le chef du corps des vigiles urbains qui est chargé de la lutte contre les incendies et de la police nocturne. À partir du IIe siècle, le préfet des vigiles est assisté par un sous-préfet.

## Création du corps des vigiles urbains
Durant la République, le service de lutte contre les incendies se limite aux esclaves mis à disposition par de riches particuliers. Leur effectif, inférieur à 600 « pompiers », reste très insuffisant face au risque d'incendie qui s'accroît avec l'urbanisation accélérée de la ville à partir de la fin de la République,. En 6 ap. J.-C., Auguste crée un corps à l'effectif plus important et mieux organisé, les vigiles urbani. Ils sont divisés en sept cohortes qui couvrent chacune deux des quatorze régions administratives de Rome. Les vigiles sont principalement recrutés parmi les affranchis, mais le corps est également ouvert aux citoyens des provinces de l'Empire et plus tard aux citoyens romains.

## Le préfet des vigiles

### Le quartier général
Les bureaux du préfet des vigiles se trouvent dans la caserne de la Ire cohorte de vigiles (statio primae cohortis vigilum) située sur le Champ de Mars, peut-être dans le quadriportique du théâtre de Balbus où toutes les dédicaces retrouvées dans les vestiges de la caserne sont inscrites au nom du préfet. C'est dans ce bâtiment que le préfet des vigiles a ses bureaux et son tribunal et c'est de là qu'il part toutes les nuits effectuer les rondes réglementaires.

### Les missions
Le préfet des vigiles supervise le service de prévention et de lutte contre les incendies dans la ville de Rome. Il est également responsable du maintien de l'ordre dans les rues la nuit.

### Les pouvoirs
Le préfet est investi de pouvoirs militaires (il est chef de corps) et civils, ces derniers lui donnant juridiction sur les incendiaires, les cambrioleurs, les voleurs et les receleurs. Il peut condamner à des peines légères (coups de fouet ou de bâtons) mais les cas importants sont transférés sous la responsabilité du préfet de la Ville,. Son état-major se compose donc de deux types de personnel, le premier militaire (officiers et sous-officiers) et le deuxième civil (personnel administratif habituel).
Chaque nuit, le préfet doit en personne diriger une des rondes de surveillance et circuler dans la ville toute la nuit,. Il dispose d'un droit de perquisition chez les particuliers pour vérifier si les normes de sécurité anti-incendie sont bien respectées.
À partir de la fin du IVe siècle, l'organisation du corps des vigiles est modifiée. Le préfet des vigiles est placé sous les ordres du préfet de la Ville dont il devient un des chefs de service.

### Prestige de la fonction
Le préfet des vigiles est issu de l'ordre équestre et nommé par l'empereur. Sa fonction est considérée comme inférieure aux autres préfectures de Rome jugées plus prestigieuses. Elle constitue une première étape pour les chevaliers qui cherchent à accéder à la haute fonction publique.

## Le sous-préfet des vigiles

### À Rome
À partir du IIe siècle, sous le règne de Trajan, le préfet ayant de plus en plus d'attributions juridiques, la présence d'un sous-préfet devient nécessaire. L'un des premiers sous-préfets est Caius Maesius Tertius, nommé en 113. Le sous-préfet des vigiles possède ses bureaux particuliers, analogues à ceux de son chef de service, mais d'un effectif moins considérable. Le cas échéant, il remplace le préfet. La fonction de sous-préfet fait partie des centenarii de la carrière des procuratèles. Le poste est accessible par la carrière régulière mais les primipiles peuvent également y accéder directement.

### À Ostie
Sous Claude, un corps de vigiles est détaché de la garnison de Rome et stationne dans le port d'Ostie. Ce détachement est temporairement placé sous les ordres d'un sous-préfet au cours du IIIe siècle, lui-même sous les ordres du préfet des vigiles de Rome. Il y aurait alors eu deux sous-préfets des vigiles, l'un à Rome et l'autre à Ostie.

## Préfets des vigiles célèbres
Sous le règne de Néron, peu avant 62, Tigellin succède à Annaeus Serenus, un ami de Sénèque, à la tête du corps des vigiles. Il devient ensuite préfet du prétoire.